# Jerryd Bayless
Jerryd Bayless é um jogador de basquetebol profissional que atualmente joga no Sichuan Blue Whales da Chinese Basketball Association.

## Estatísticas na NBA

### Temporada Regular
| Ano      | Equipe                 | PJ  | PT | MPJ  | AP   | 3P   | LL   | RT  | AS  | BR  | TO  | PPJ  |
| -------- | ---------------------- | --- | -- | ---- | ---- | ---- | ---- | --- | --- | --- | --- | ---- |
| 2008-09  | Portland Trail Blazers | 53  | 0  | 12.4 | .365 | .259 | .806 | 1.1 | 1.5 | 0.3 | 0.0 | 4.3  |
| 2009-10  | Portland Trail Blazers | 74  | 11 | 17.6 | .414 | .315 | .831 | 1.6 | 2.3 | 0.4 | 0.1 | 8.5  |
| 2010-11  | New Orleans Hornets    | 11  | 0  | 13.5 | .347 | .214 | .765 | 1.4 | 2.5 | 0.2 | 0.1 | 4.5  |
| 2010-11  | Toronto Raptors        | 60  | 14 | 22.5 | .429 | .348 | .810 | 2.5 | 4.0 | 0.6 | 0.1 | 10.0 |
| 2011-12  | Toronto Raptors        | 31  | 11 | 22.7 | .424 | .423 | .852 | 2.1 | 3.8 | 0.8 | 0.1 | 11.4 |
| 2012-13  | Memphis Grizzlies      | 80  | 4  | 22.1 | .419 | .353 | .836 | 2.2 | 3.3 | 0.7 | 0.2 | 8.7  |
| 2013-14  | Memphis Grizzlies      | 31  | 5  | 21.0 | .377 | .301 | .789 | 1.9 | 2.1 | 0.6 | 0.2 | 8.1  |
| 2013-14  | Boston Celtics         | 41  | 14 | 25.3 | .418 | .395 | .803 | 2.1 | 3.1 | 1.0 | 0.1 | 10.1 |
| Carreira |                        | 381 | 59 | 20.0 | .411 | .353 | .820 | 1.9 | 2.9 | 0.6 | 0.1 | 8.5  |

### Playoffs
| Ano      | Equipe                 | PJ | PT | MPJ  | AP   | 3P   | LL   | RT  | AS  | BR  | TO  | PPJ  |
| -------- | ---------------------- | -- | -- | ---- | ---- | ---- | ---- | --- | --- | --- | --- | ---- |
| 2008-09  | Portland Trail Blazers | 2  | 0  | 5.5  | .333 | .000 | .667 | 0.5 | 0.0 | 0.0 | 0.5 | 3.0  |
| 2009-10  | Portland Trail Blazers | 6  | 2  | 27.7 | .431 | .400 | .792 | 2.7 | 3.8 | 0.3 | 0.0 | 13.5 |
| 2012-13  | Memphis Grizzlies      | 15 | 0  | 21.3 | .358 | .305 | .885 | 2.0 | 2.1 | 0.5 | 0.3 | 9.3  |
| Carreira |                        | 23 | 2  | 21.6 | .380 | .320 | .830 | 2.0 | 2.4 | 0.4 | 0.3 | 9.8  |